# Santa Apolonia
Santa Apolonia è un comune del Guatemala facente parte del dipartimento di Chimaltenango.